# 진성중학교 (경북)
진성중학교(眞城中學校)는 대한민국 경상북도 청송군 진보면 이촌리에 있는 사립 중학교이다.

## 학교 연혁
- 1963년 4월 15일 : 진성 고등 공민학교 설립
- 1963년 11월 13일 : 진성 고등 공민학교 인가, 초대 안태석 교장 취임
- 1967년 2월 10일 : 진성중학교 6학급 인가
- 1974년 3월 1일 : 중학교 통합으로 330명 배정
- 1977년 9월 30일 : 운동장 19,133m2로 확장
- 1988년 1월 30일 : 본관(태선관) 완공(총 18교실)
- 2005년 11월 17일 : 다목적 체육관 준공
- 2010년 10월 30일 : 인조잔디구장 조성
- 2013년 11월 16일 : 축구부 창단
- 2018년 3월 2일 : 야구부 창단
- 2023년 3월 1일 : 제9대 이상훈 교장 취임
- 2023년 11월 13일 : 제5대 김춘하 이사장 취임
- 2024년 1월 10일 : 제58회 졸업식(졸업생 20명, 총 졸업생 6,648명)
- 2024년 3월 4일 : 입학식(21명)

## 참고 자료
- 진성중학교 - 한국교육학술정보원 학교알리미